# Techiman
Techiman – miasto, siedziba dystryktu Techiman w regionie Brong-Ahafo, w Ghanie, leży nad rzeką Tano. Miasto  położone strategicznie, połączone bardzo dobrymi drogami z ważnymi centrami handlowymi w Ghanie oraz z sąsiednimi krajami jak Togo, Burkina Faso i Wybrzeże Kości Słoniowej.